# Abraham ben Isaac he-Hazan
Abraham ben Isaac he-Hazan (Girona, segle xiii) fou un poeta jueu. També destacà per formar part del cercle cabalístic de Girona, i a la seva mort, el famós rabí Moixè ben Nahman de Girona li van compondre una elegia.
Poc se sap d'aquest poeta jueu gironí, Abraham ben Isaac he-Hazan. Com indica el seu nom Hazan, degué ser el cantor que dirigia la pregària pública d'alguna de les sinagogues de la ciutat. L'única poesia que es coneix és una pregària o pizmon per ser cantada en l'oració del vespre de la festa de l'Any Nou jueu, i es titula Ahot qetanà, (Germana petita), expressió treta del Càntic dels Càntics de la Bíblia. Aquesta pregària, mercès al seu ritme amable i a l'aire popular que desprèn la seva melodia original, es feu de seguida molt cèlebre i entrà a formar part dels rituals jueus sefardita, asquenazita i iemenita i s'ha mantingut fins avui, i fins i tot alguns compositors moderns l'han musicada.